# Chirocentridae
Chirocentridae é uma família de peixes actinopterígeos pertencentes à ordem Clupeiformes.